# Anthurium esmeraldense
Anthurium esmeraldense är en kallaväxtart som beskrevs av Luis Aloysius, Luigi Sodiro. Anthurium esmeraldense ingår i släktet Anthurium och familjen kallaväxter. Inga underarter finns listade.